# Paralia, Pieria

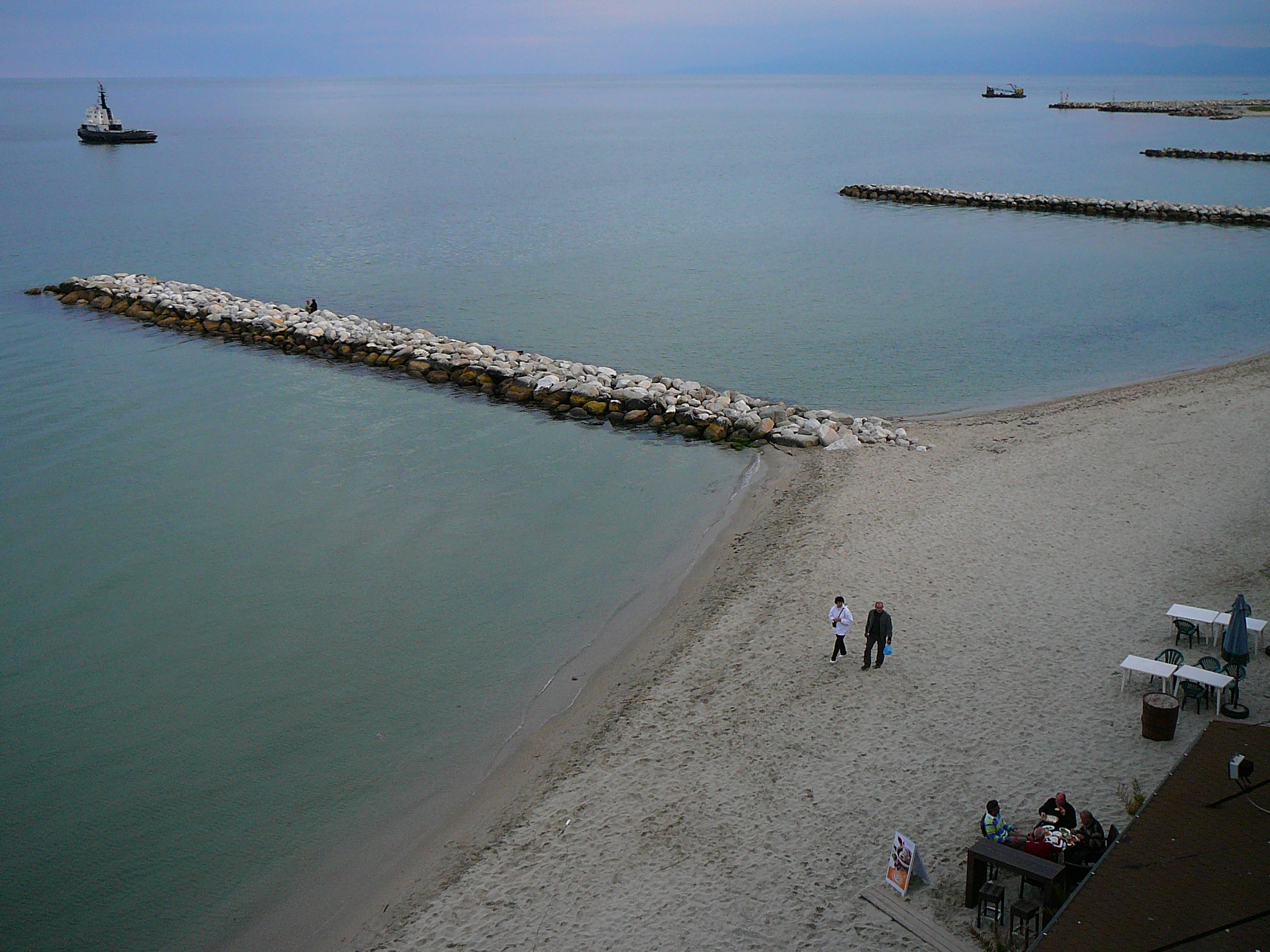

Paralia sau Paralia Katerinis (greacă Παραλία, Greaca veche: Παραλίον, însemnând "plajă") este o municipalitate în partea de est a prefecturii Pieria. Paralia este legată prin GR-13 și GR-1/E75 inclusiv superautostrada. Plaja este situată pe Riviera Olimpiană. Paralia este faimoasă pentru hotelurile, tavernele, restaurantele, barurile și discotecile sale. 

## Așezări în apropiere
- Livadi, un sat la 45 km sud-vest de Caterini, format numai din aromâni
- Kallithea, nord-vest
- Olympiaki Akti, sud

## Geografie
Terenurile arabile domină în mare parte suprafața din Paralia. Turismul este foarte prezent pe timpul verii.

## Altele
Paralia are un mic port plasat în sud-est. Cea mai apropiată gară și cel mai apropiat spital se află în Katerini.

## Populația istorică
| An   | Populație | Schimbare |
| ---- | --------- | --------- |
| 1981 | -         | -         |
| 1991 | 3100      | -         |
| 2001 | 6449      | -         |